# Polonaises de Chopin

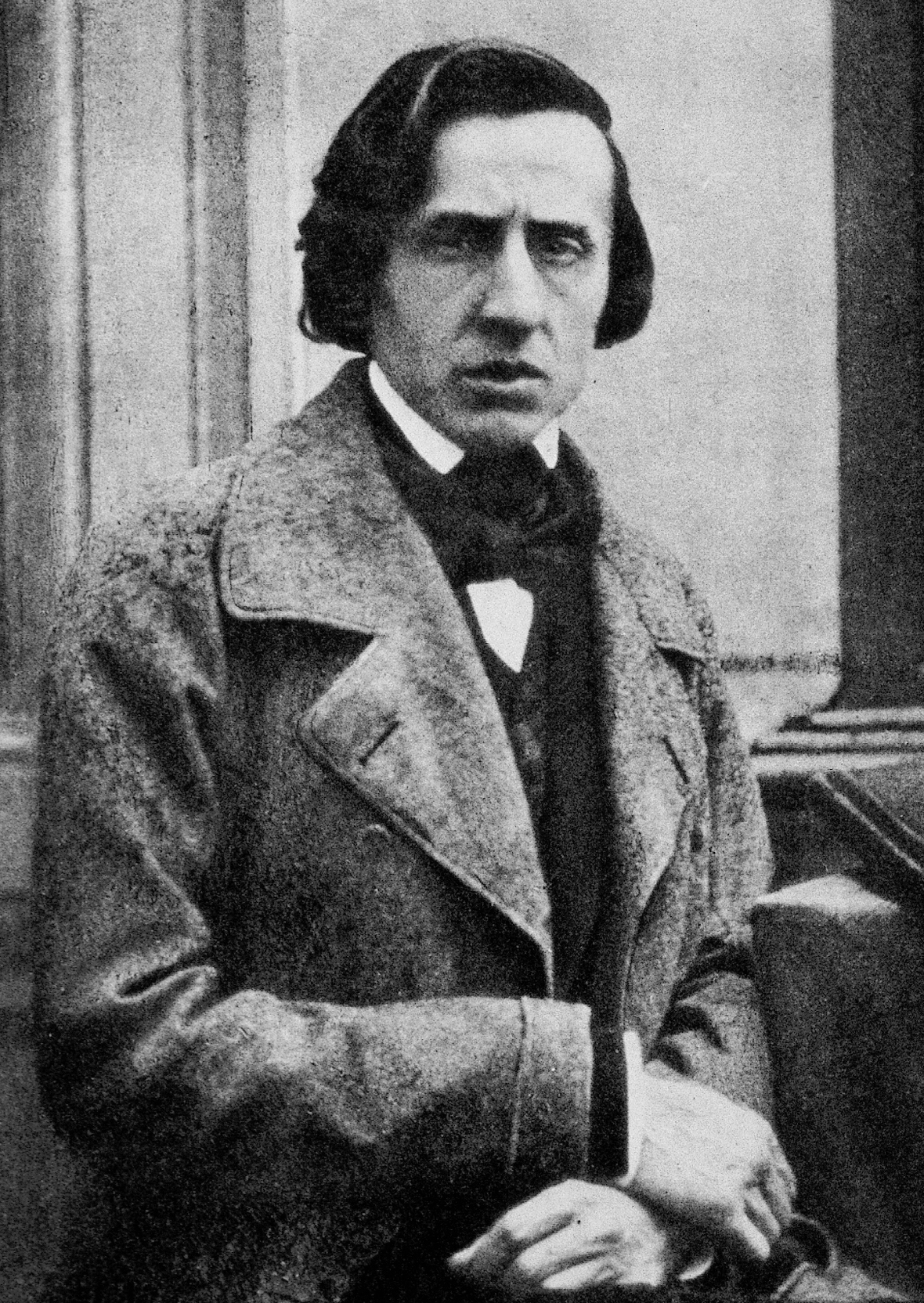
Frédéric Chopin en 1847 (daguerréotype de Louis-Auguste Bisson).

Les Polonaises de Chopin sont un ensemble de pièces musicales composées par Frédéric Chopin, majoritairement pour le piano soliste. S'adjoignent une composition pour musique de chambre l'Introduction et Polonaise brillante en do majeur, op. 3, composée pour violoncelle et piano et une concertante l'Andante spianato et Grande Polonaise brillante op. 22, pour piano et orchestre, qui existe aussi pour piano seul. Chopin a écrit sa première polonaise en 1817, alors qu'il avait 7 ans ; sa dernière est la Polonaise-Fantaisie de 1846, trois ans avant sa mort. Parmi les polonaises les plus connues figurent la Polonaise « militaire » en la, op. 40, n° 1, et la Polonaise « héroïque » ou « au tambour » en la♭, op. 53.
Comme avec les mazurkas, Chopin s'inspire d'une danse traditionnelle, de caractère cérémonial et de tempo modéré. Dans presque toutes ses polonaises Chopin donne cette indication de tempo, notée maestoso dans ses manuscrits. Si Chopin a popularisé le genre des polonaises, il n'est pas le premier à en composer, lui-même faisant référence à celles de Carl Maria von Weber, et Johann Nepomuk Hummel.

## Polonaises pour piano seul
Chopin a écrit au moins 23 polonaises pour piano seul, trois ont été publiées à titre posthume avec des numéros d'opus, six ont été publiées à titre posthume sans numéro d'opus, au moins sept sont perdues. La grande partie de ces danses, est composée quand il vit en Pologne. La première est aussi sa toute première composition alors qu'il est âgé de sept ans, et est publiée par son père, la dernière l'est en 1829. Après cette date, et son départ du pays à la suite de l'invasion russe, il reste cinq ans sans en composer. En 1834 il reprend la composition de polonaises, qui rompent avec l'esprit et le style de ses compositions de jeunesse, elles traduisent ses années d'exil et témoignent de son patriotisme. Ces sept polonaises sont les seules publiées de son vivant.

## Liste
Sauf indications, elles sont composées pour piano seul. Abréviations catalogues : B pour Brown, KK pour Kobylanska, et S1 et P1 pour Chominski.
- Polonaise n° 1, opus 26, en ut dièse mineur, allegro appassionato (B. 90/1), et
- Polonaise n° 2, opus 26, en mi bémol mineur (B. 90/2), maestoso, dite "Sibérienne", toutes deux composées en 1834-35 et publiées en 1836. Dédiées à Joseph Dessauer.
- Polonaise n° 3, opus 40 n° 1, en la majeur, allegro con brio, dite « Militaire » (B. 120), et
- Polonaise n° 4, opus 40 n°2, en ut mineur, allegro maestoso (B. 121), toutes deux composées en 1838-39 (octobre 1838 pour la n° 1) dédiées à Julian Fontana
- Polonaise n° 5, opus 44 en fa dièse mineur, dite « Tragique » (B. 135), composée en 1840-41 et publiée en 1841. Dédiée à Mme la Princesse Charles de Beauveau, née de Komar.
- Polonaise n° 6, opus 53, en la bémol majeur, dite « Héroïque » (B. 147), composée en 1842 et publiée en 1843. Dédiée à Auguste Léo.
- Polonaise-Fantaisie n°7, op. 61, en la bémol majeur (B. 159), composée en 1845-46 et publiée en 1846. Dédiée à Mme A. Veyret.
- Polonaise n° 8 en ré mineur, op. posth. 71/1, composée en 1825, publiée en 1855 (B. 11).
- Polonaise n° 9 en si bémol majeur, op. posth. 71/2, composée en 1828, publiée en 1855 (B. 24).
- Polonaise n° 10 en fa mineur, op. posth. 71/3, composée en 1828, publiée en 1855 (B. 30).
- Polonaise n° 11, sans numéro d'opus, en sol mineur, composée et publiée en 1817 , dédiée à la comtesse Wiktoria Skarbek, (B. 1, KK IIa/1 S1/1) éditée par le père de Chopin.
- Polonaise n° 12 en si bémol majeur, composée en 1817, et publiée en 1947 (B. 3, KK IVa/1, P1/1).
- Polonaise n° 13 en la bémol majeur, composée en 1821 et publiée en 1902 dédiée à Wojciech Żywny (B. 5, KK IVa/2, P1/2 ). Son attribution à Chopin n'est pas certaine.
- Polonaise n° 14, op. posthume, en sol dièse mineur, composée en 1822 (1824 est proposé par certaines sources), et publiée en 1864. Dédiée à Mme Du Pont (B. 6, KK IVa/3, P1/3).
- Polonaise n° 15, en si bémol mineur, dite de "l'Adieu", composée vers 1826-27, publiée en 1879 (B. 13, KK IVa/5, P1/5), dédicacée à "son ami Guillaume Kolberg, en partant pour Reinertz". Inclut une citation d'après La gazza ladra de Rossini.
- Polonaise n° 16 en sol bémol majeur, composée en 1829 (juillet), publiée en 1870 (B. 36, KK IVa/8, P1/8)

- Introduction et Polonaise brillante pour violoncelle et piano en ut majeur op. 3, composée en 1829-30, publiée en 1831 (B. 41/52).
- Andante spianato et Grande Polonaise brillante en mi bémol majeur op. 22, composé en 1830-34, publié en 1836 (B. 58/88). Pour piano et orchestre, il existe aussi une version pour piano seul.

- Deux polonaises présentées le 26 septembre 1818 à l'impératrice Maria Fyodorovna, mère du tsar Alexandre Ier de Russie, à l'occasion de sa visite à Varsovie ; elles sont aujourd'hui perdues.
- Polonaise datée de 1825, sur des thèmes d'après Rossini et Spontini (Le Barbier de Séville); mentionnée par Chopin dans une lettre datée de novembre 1825, perdue (KK Vf).
- Polonaise composée vers juillet 1831 (KK Vc/1), perdue.
- Polonaise mentionnée dans une lettre de Chopin datée du 10 septembre 1832 (KK Vc/3), perdue.